# Persée et Andromède (Tiepolo)
Pour les articles homonymes, voir Persée et Andromède.
Persée et Andromède est une étude de Giambattista Tiepolo, datant de 1730-1731, pour un plafond du Palazzo Archinto à Milan, détruite par un bombardement en 1943.
L'oeuvre est conservée à la Frick Collection de New York.

## Postérité
La peinture fait partie du musée imaginaire de l'historien français Paul Veyne, qui le décrit dans son ouvrage justement intitulé Mon musée imaginaire.